# Sparassis cystidiosa
Sparassis cystidiosa är en svampart som beskrevs av Desjardin & Zheng Wang 2004. Sparassis cystidiosa ingår i släktet Sparassis och familjen Sparassidaceae.   Inga underarter finns listade i Catalogue of Life.